# La Solana (Ciudad Real)
La Solana és un municipi de la província de Ciudad Real a la comunitat autònoma de Castella-La Manxa. Limita al nord, est i sud amb Alhambra i Manzanares, a l'oest amb Membrilla i al sud amb San Carlos del Valle.

## Fills il·lustres
- Tomás Barrera Saavedra (1870-1938) compositor de sarsueles.
- Gabriel García Maroto, pintor.

## Demografia
| 1991  | 1996   | 2001   | 2004   |
| ----- | ------ | ------ | ------ |
| 9.987 | 11.251 | 14.755 | 15.432 |